# Toxophorinae
Sous-famille
Les Toxophorinae sont une sous-famille d'insectes diptères de la famille des Bombyliidae.

## Classification
La sous-famille des Toxophorinae est décrite par Ignaz Rudolph Schiner en 1868,.

## Liste des genres
Il y a environ sept genres et 400 espèces référencées dans la sous-famille Toxophorinae,, :
- Dolichomyia Wiedemann, 1830 i c g b
- Geron Meigen, 1820 i c g b
- Systropus Wiedemann, 1820 i c g b
- Toxophora Meigen, 1803 i g b
- Zaclava Hull, 1973 c g
- † Melanderella Cockerell, 1909 g
- † Paradolichomyia Nel & De Ploëg, 2004 g

Data sources: i = ITIS, c = Catalogue of Life, g = GBIF, b = Bugguide.net,,,,

### Publication originale
- (de) I. R. Schiner, Diptera. Reise der Österreichischen Fregatte Novara um die Erde, in den Jahren 1857, 1858, 1859, unter den befehlen des Commodore B. von Wüllerstorf-Urbair, coll. « Zoologische Theil. Zweiter Band, I Abtheilung, B - 1 », 1868, 1-388 p.